# Jonathan Winters
Jonathan Harshman Winters III (11 de noviembre de 1925-11 de abril de 2013) fue un comediante, actor, autor, presentador de televisión y artista estadounidense. A partir de 1960, Winters grabó muchos álbumes de comedia clásica para el sello Verve Records. A lo largo de su carrera recibió 11 nominaciones a los Grammy, ocho de ellas al Mejor Álbum de Comedia. De estas nominaciones, ganó el Premio Grammy al Mejor Álbum para Niños por su adaptación de El Principito en 1975 y el Premio Grammy al Mejor Álbum de Comedia Hablada para Crank(y) Calls en 1996. 
Con una carrera de más de seis décadas, Winters también apareció en cientos de programas de televisión y películas que incluyó personajes excéntricos en The Steve Allen Show, The Garry Moore Show, The Wacky World of Jonathan Winters (1972–74), Mork & Mindy, Hee Haw y El mundo está loco, loco, loco, loco. También dobló al abuelo pitufo en la serie de televisión Los Pitufos desde 1986 hasta la conclusión del programa en 1989. Más de veinte años después, Winters fue presentado a una nueva generación doblando la voz de Papa Pitufo en Los Pitufos (2011). Winters murió nueve días después de grabar su diálogo para Los Pitufos, y la película fue dedicada a su memoria. 
En 1991, Winters ganó el Premio Primetime Emmy por Mejor Actor de Reparto en una Serie de Comedia por interpretar a Gunny Davis en la comedia de corta duración Davis Rules. En 1999, Winters se convirtió en el segundo ganador del prestigioso Premio Mark Twain al humor estadounidense. En 2002, fue nominado para el Premio Primetime Emmy por Mejor Actor Invitado en una Serie de Comedia por su actuación como QT Marlens en Life con Bonnie. En 2008, Robin Williams le entregó un premio Pioneer TV Land. 
Winters también pasó un tiempo pintando y presentando sus obras de arte, incluyendo serigrafías y bocetos, en muchas exposiciones de galerías. Es autor de varios libros, con su libro de cuentos titulado Cuentos de Winters (1988) que figuró en varias listas de libros más vendidos.

## Infancia y adolescencia
Winters nació en Dayton, Ohio. Su padre fue Jonathan Harshman Winters II, un agente de seguros que luego se convirtió en agente de inversiones. Él era un descendiente de Valentine Winters, fundador del Banco Nacional de Winters en Dayton, Ohio (ahora parte de JP Morgan Chase). De ascendencia inglesa y escocesa-irlandesa, Winters había descrito a su padre como un alcohólico que tenía problemas para conseguir un trabajo. Su abuelo, un comediante frustrado, era propietario del Banco Nacional de Winters, que fracasó cuando la fortuna de la familia se derrumbó durante la Gran Depresión. 
Cuando tenía siete años, sus padres se separaron. La madre de Winters lo llevó a Springfield, Ohio, para vivir con su abuela materna. "Mamá y papá no me entendieron; yo no los entendí", dijo Winters a Jim Lehrer en The News Hour con Jim Lehrer en 1999. "En consecuencia, fue un tipo de arreglo extraño". Solo en su habitación, crearía personajes y se entrevistaría a sí mismo. Mal estudiante, Winters continuó hablando solo y desarrolló todo un repertorio de extraños efectos de sonido. A menudo entretuvo a sus amigos de la escuela secundaria imitando una carrera en el Indianapolis Motor Speedway.
En otra entrevista televisiva, Winters describió lo mucho que le afectó el divorcio de sus padres. Luchó contra los jóvenes maltratadores que lo ridiculizaban por no tener un padre en su vida. Cuando no los tenía cerca, iba a un edificio o un árbol y lloraba desesperado. Winters dijo que aprendió a reírse de su situación, pero admitió que su vida adulta había sido una respuesta al dolor.
Durante su último año en la Escuela Secundaria Springfield, Winters dejó la escuela para unirse al Cuerpo de Marines de los EE. UU. a la edad de diecisiete años, y cumplió dos años y medio en el Teatro del Pacífico durante la Segunda Guerra Mundial. A su regreso, asistió a Kenyon College. Más tarde estudió caricatura en el Dayton Art Institute, donde conoció a Eileen Schauder, con la que se casó el 11 de septiembre de 1948. Era hermano de la fraternidad Delta Kappa Epsilon (capítulo Lambda). 

## Inicios profesionales

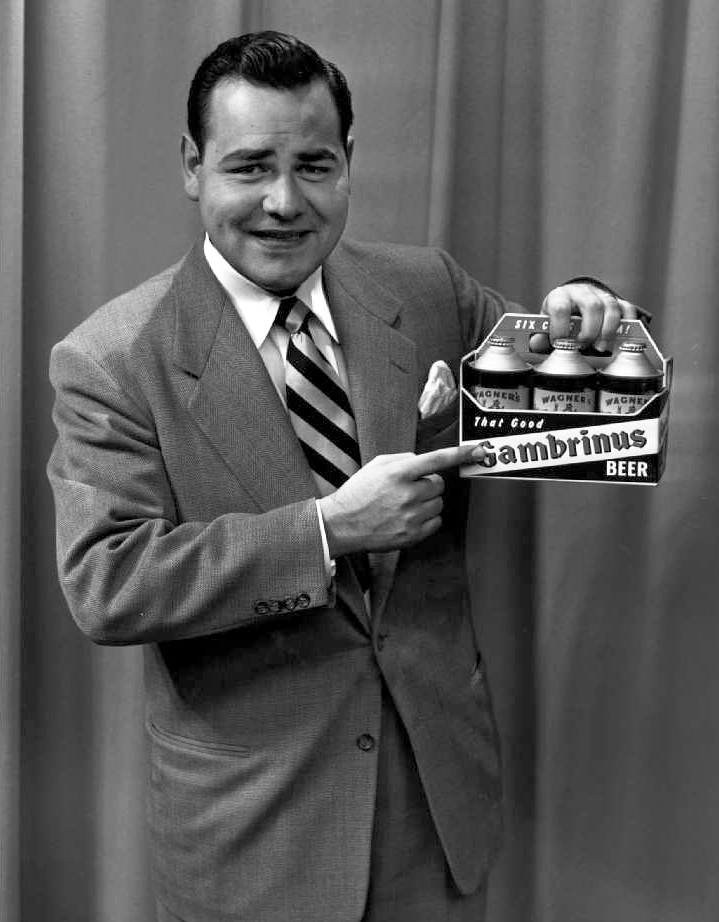
"Johnny" Winters promocionando Gambrinus Beer a principios de la década de 1950 para August Wagner Breweries, Inc. en WBNS-TV en Columbus, Ohio

La carrera de Winters comenzó como resultado de un reloj de pulsera perdido, unos seis o siete meses después de su matrimonio con Eileen en 1948. Los recién casados no podían permitirse comprar otro. Luego Eileen leyó acerca de un concurso de talentos en el que el primer premio era un reloj de pulsera, y alentó a Jonathan a "bajar y ganar". Ella estaba segura de que él podría, y él lo hizo. Su actuación lo llevó a un trabajo de disc jockey, donde se suponía que debía introducir canciones y anunciar la temperatura. Poco a poco sus ad libs, personajes y payasadas se hicieron cargo del espectáculo.
Comenzó las rutinas de comedia y la actuación mientras estudiaba en Kenyon College en Gambier, Ohio. También fue una personalidad de la radio local en WING (mañanas, de 6 a 8) en Dayton, Ohio, y en WIZE, en Springfield, Ohio. Actuó como "Johnny Winters" en WBNS-TV en Columbus, Ohio, durante dos años y medio. Jerome R. "Ted" Reeves, entonces director de programas de WBNS-TV, organizó su primera audición con CBS en la ciudad de Nueva York.
Después de prometer a su esposa que regresaría a Dayton si no lo lograba en un año, y con 56,46 dólares en el bolsillo, se mudó a la ciudad de Nueva York y se quedó con amigos en Greenwich Village. Después de obtener a Martin Goodman como su agente, comenzó rutinas de pie en varios clubes nocturnos de Nueva York. Su primera aparición en televisión fue en 1954 en Chance of a Lifetime organizada por Dennis James en DuMont Television Network, donde Winters apareció nuevamente como "Johnny Winters".
Winters hizo historia en la televisión en 1956 cuando RCA transmitió la primera demostración pública de video en color en el Show de Jonathan Winters. El autor David Hajdu escribió en The New York Times (2006): "Pronto usó la tecnología de video 'para aparecer como dos personajes', bromeando de un lado a otro, aparentemente en el estudio al mismo tiempo. Se podría decir que él inventó el truco de video ".
Su gran oportunidad ocurrió (con el nombre revisado de Jonathan) cuando trabajó para Alistair Cooke en el programa Omnibus de CBS Television el domingo por la mañana. En 1957 actuó en el primer programa de televisión en color, una rutina de 15 minutos patrocinada por Tums.

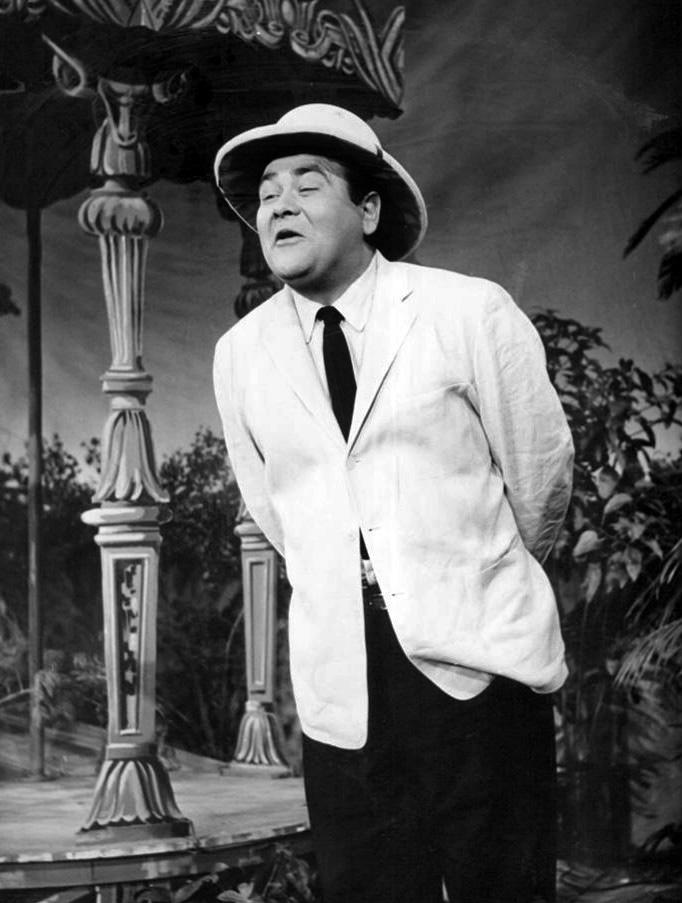
Winters realizando una rutina en The NBC Comedy Hour (1956)

Desde 1959 hasta 1964, la voz de Winters se escuchó en una serie de populares anuncios de televisión para la cerveza Utica Club. En los anuncios, proporcionó las voces de jarras de cerveza parlantes, llamadas Shultz y Dooley. Más tarde, se convirtió en un portavoz de las bolsas de basura de la marca Hefty, para quien apareció como un basurero conocido por coleccionar "gahr-bahj", así como "Maude Frickert" y otros personajes.
Winters grabó muchos álbumes de comedia clásica para el sello Verve Records, a partir de 1960. Probablemente el más conocido de sus personajes de este período es "Maude Frickert", la anciana aparentemente dulce con la lengua de púas. Era el favorito de Jack Paar, que fue el presentador de The Tonight Show de 1957 a 1962, y apareció con frecuencia en sus programas de televisión, incluso llegando a hacerse pasar por el presidente de los Estados Unidos John F. Kennedy por teléfono como una broma a Paar.
Sin embargo, Winters tuvo un papel dramático en el episodio de 'A Game of Pool'  de la serie The Twilight Zone (episodio 3.5, emitido el 13 de octubre de 1961). También grabó los poemas de El carnaval de los animales de Ogden Nash en la obra clásica de Camille Saint-Saëns.
En The Tonight Show, protagonizada por Johnny Carson (1962–92), Winters solía actuar bajo la apariencia de algún personaje. Carson a menudo no sabía lo que Winters había planeado y, por lo general, tenía que desentrañar la historia de fondo del personaje durante una entrevista de simulación. Carson inventó un personaje llamado "Tía Blabby", que fue similar y posiblemente inspirado por "Maude Frickert".

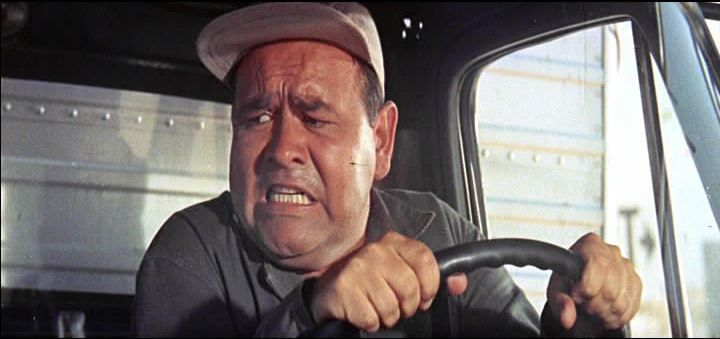
El mundo está loco, loco, loco, loco (1963)

Winters aparecieron en más de 50 películas y muchos programas de televisión, incluidos papeles particularmente notables en la película El mundo está loco, loco, loco, loco y en los papeles dobles de Henry Glenworthy y su hermano oscuro e intrigante, el reverendo Wilbur Glenworthy, en la adaptación cinematográfica de la novela El ser querido, de Evelyn Waugh. Compañeros cómicos que protagonizaron con él en Mad World, como Arnold Stang, dijeron que en los largos periodos mientras esperaban entre escenas, Winters los entretendría durante horas en su tráiler convirtiéndose en cualquier personaje que le sugirieran.
Más tarde, participó en The American Sportsman de ABC, presentado por Grits Gresham, quien llevó celebridades a la caza, la pesca y los viajes de tiro a lugares exóticos en todo el mundo.
Winters hizo apariciones memorables en The Dean Martin Show y The Dean Martin Celebrity Roast, así como en un concierto regular en The Andy Williams Show. También actuó regularmente como panelista en The Hollywood Squares.
Durante los últimos años de la década de los sesenta y principios de los setenta, Winters actuó en The Russians Are Coming, the Russians Are Coming (1966), tuvo un programa semanal de CBS llamado The Jonathan Winters Show de 1967 a 1969, y apareció en Viva Max. (1970). Además, participó regularmente (junto con Woody Allen y Jo Anne Worley) en el programa de televisión infantil del sábado por la mañana Hot Dog, a principios de los años setenta. También tuvo su propio programa sindicado, llamado The Wacky World of Jonathan Winters, de 1972 a 1974, cuyo director musical, Van Alexander, fue nominado para un Premio Emmy en 1973 en horario estelar por un logro excepcional en la dirección musical de una variedad, musical o dramática. El programa

## Carrera de los años 80 y 90
Jonathan Winters fue una estrella invitada en The Muppet Show en 1980. Ese mismo año, también apareció en I Go Pogo (alias Pogo para presidente ). En 1981 fue invitado a la comedia de corta duración Aloha Paradise.
En la cuarta y última temporada de Mork & Mindy, la comedia televisada de ciencia ficción, Jonathan Winters (uno de los ídolos de Robin Williams) se presentó como el hijo de Mork & Mindy, Mearth. Debido a la diferente fisiología de Orkan, Mork puso un huevo, que creció y se incubó en Winters mucho más viejo. Anteriormente se había explicado que los orkanes envejecían "hacia atrás", lo que explicaba la apariencia de Mearth y la de su maestra, la señorita Geezba (interpretada por la actriz de 11 años Louanne Sirota). El hijo pequeño de Mork, Mearth en Mork & Mindy, fue creado con la esperanza de mejorar las audiencias y como un intento de capitalizar los talentos cómicos de Williams. Winters había participado previamente en la temporada 3, episodio 18, como Dave McConnell, el tío de Mindy. Sin embargo, después de varios cambios de programación y fundido, Mork y Mindy ' cuarta temporada ya era bastante baja en las audiencias y terminó siendo la última temporada de la serie.

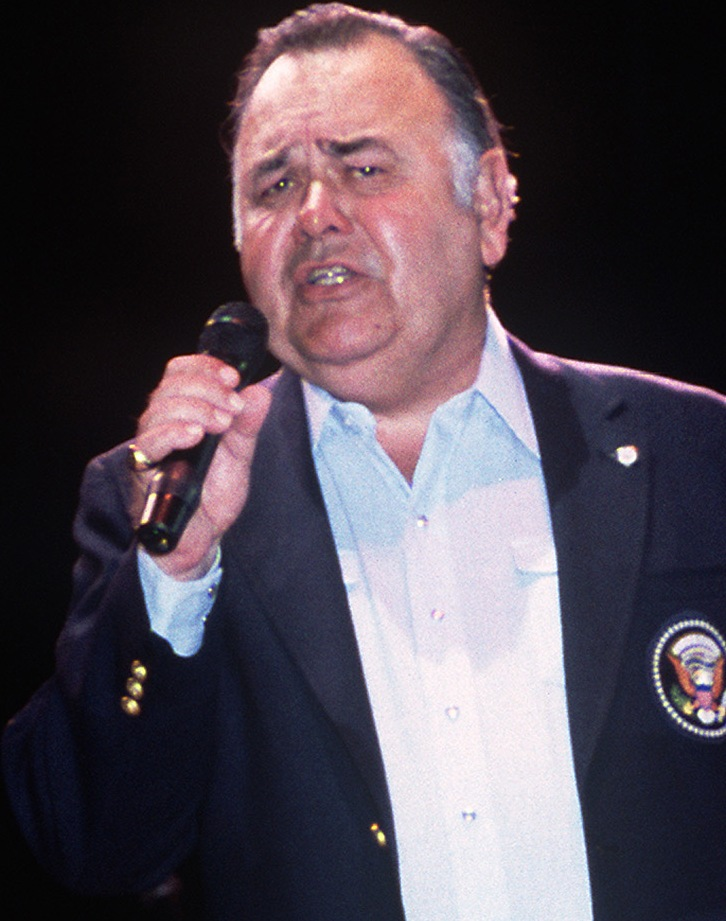
Winters actuando en un show de USO en 1986

Winters se convirtió en un habitual en Hee Haw durante la temporada 1983-1984. Más tarde, fue la voz del abuelo pitufo de 1986 a 1990 en la serie de televisión Los Pitufos. Además, hizo la voz de Bigelow en la película para televisión de 1985 Pound Puppies y actuó en la Búsqueda de tesoros de Yogi en 1985, entre otros papeles de voz durante los años 80 y 90.
En 1987, Winters apareció en The NFL TV Follies, de NFL Films. Ese mismo año publicó Cuentos de Winters: historias y observaciones para lo inusual.
En 1991 y 1992, tuvo un papel secundario en Davis Rules, una comedia que duró dos temporadas (25 episodios), por la cual ganó un Premio Primetime Emmy a Mejor Actor de Reparto en una Serie de Comedia. Fue Gunny Davis, un abuelo excéntrico que estaba ayudando a criar a sus nietos después de que su hijo perdiera a su esposa.
Además de sus papeles de acción en vivo, fue una estrella invitada en The New Scooby-Doo Movies (en un episodio en el que también expresó una versión animada de su personaje "Maude Frickert") y como narrador en Frosty Returns, que se transmite anualmente, transmitido durante la temporada navideña. Winters también proporcionó la voz para el ladrón en The Thief and the Cobbler.
En 1994, Winters apareció como un trabajador de fábrica despedido (acreditado como "Grizzled Man") en la película The Flintstones. En un interesante cambio de roles, fue el serio jefe de policía secular y el tío del personaje Lamont Cranston (interpretado por Alec Baldwin) en The Shadow. Ese mismo año fue Stinkbomb D. Basset en el episodio "Smell Ya Later" en Animaniacs.
Winters recibió once nominaciones a los Grammy durante su carrera, incluyendo ocho para el Premio Grammy al Mejor Álbum de Comedia; ganó el Premio Grammy al Mejor Álbum de Comedia Hablada por Crank(y) Calls en 1996.
En 1996, Winters participó en Bloopy's Buddies, una serie de televisión para niños en PBS diseñada para enseñar a los niños sobre salud y nutrición y animarlos a hacer ejercicio.
En 1999, fue galardonado con el Premio Mark Twain al humor estadounidense del Kennedy Center, convirtiéndose en el segundo receptor.

## Últimos años
Winters tuvo varios roles y apareció en numerosas funciones de televisión desde principios hasta mediados de la década del 2000. En el 2000, Winters apareció en The Adventures of Rocky and Bullwinkle. En 2003, apareció en la película Swing.
En 2004, Comedy Central Presents: 100, los más grandes destacados de todos los tiempos, calificó a Winters como el comediante más grande del mundo. En 2005 y 2006, Winters apareció en Jimmy Kimmel Live!.
En 2008, Winters recibió un premio Pioneer TV Land otorgado por Robin Williams. Ese mismo año, PBS transmitió a Pioneers of Television, y Make 'Em Laugh: The Funny Business of America en 2009, con Winters.
Winters fue sacado de su retiro para interpretar a Papa Pitufo en Los Pitufos (2011), la primera película de los Smurfs de animación / acción en vivo, y más tarde, su proyecto cinematográfico final. Murió solo nueve días después de que terminó de grabar la voz de papá.
Winters fue lanzado originalmente en Big Finish (2014), durante la preproducción. Es una comedia ambientada en una casa de retiro. Su papel programado fue aparecer junto con Jerry Lewis y Bob Newhart.

## Vida personal
El 8 de febrero de 1960, Winters recibió una estrella en el Paseo de la Fama de Hollywood.
En su entrevista con el Archive of American Television, Winters informó de que pasó ocho meses en un hospital psiquiátrico privado en 1959 y nuevamente en 1961. El cómic sufrió de crisis nerviosas y trastorno bipolar. Con una energía frenética sin precedentes, Winters hizo oscuras referencias a su enfermedad y hospitalización durante sus rutinas de pie, la más famosa en su álbum de comedia de 1960, El maravilloso mundo de Jonathan Winters. Durante su clásica rutina de "platillo volante", Winters menciona casualmente que si no tenía cuidado, las autoridades podrían devolverlo al "zoológico", refiriéndose a la institución.
"Estas voces siempre gritan para salir", dijo Winters al Fort Worth Star-Telegram. "Me siguen prácticamente todo el día y la noche". Winters pudo usar su talento en los papeles de voz en off como resultado. Devoto de Groucho Marx, Laurel y Hardy, Winters dijo una vez: "En general, he hecho lo que quería". Dijo a US News: "Terminé haciendo comedia, escribiendo y pintando... He tenido una pelota y, a medida que envejezco, me convierto en un niño mayor ".
Winters vivía cerca de Santa Bárbara, California, y a menudo se los veía navegando o "acechando" a la multitud en las exhibiciones de armas y antigüedades en el recinto ferial del condado de Ventura. A menudo entretenía a los cajeros y otros empleados cada vez que visitaba su banco local para hacer un depósito o retiro. Además, pasó su tiempo pintando y asistió a muchas exhibiciones de galerías, incluso presentando su arte en exposiciones individuales.
El 11 de enero de 2009, la esposa de Winters por más de 60 años, Eileen, murió a la edad de 84 años después de una batalla de 20 años contra el cáncer de mama.

## Muerte
Winters murió por causas naturales la noche del 11 de abril de 2013, en Montecito, California, a la edad de 87 años. Le sobrevivieron sus dos hijos, Jay Winters y Lucinda Winters, y cinco nietos. Fue incinerado y sus cenizas fueron entregadas a su familia.
Los fanes de Winters colocaron flores en su estrella del Paseo de la Fama de Hollywood el 12 de abril de 2013, a la 1:30   p. m.
Muchos comediantes, actores y amigos dieron tributos personales sobre Winters en las redes sociales poco después de su muerte. Robin Williams publicó: "Primero fue mi ídolo, luego fue mi mentor y mi increíble amigo. Lo voy a extrañar mucho. Fue mi Buda de la comedia. Larga vida al Buda". En septiembre de 2013, en la 65.ª edición del Primetime Emmy Awards, Williams volvería a honrar la carrera y la vida de Winters.

## Estilo de comedia y legado
Winters, un pionero de la comedia de improvisación con un don para la mímica, las imitaciones, varias personalidades y un depósito de energía creativa aparentemente inacabable, fue una de las primeras celebridades en salir a la luz pública con una enfermedad mental personal y, como resultado, se sintió estigmatizado. Según Jack Paar, «si me preguntaras cuáles son las 25 personas más divertidas que he conocido, diría: "Aquí están: Jonathan Winters". También dijo de él: «De pies a cabeza, el hombre más divertido del mundo».
Con su dominio absoluto, con cara de goma, de las imitaciones (incluidas las de John Wayne, Cary Grant, Groucho Marx, James Cagney y otros) y la comedia de improvisación, Winters se convirtió en un elemento básico de la televisión nocturna con una carrera que abarcó más de seis décadas. Con notables honores, muchas apariciones en programas de televisión, películas y comedias, se sabe que Winters comenzó sus espectáculos teatrales con una audiencia rendida ante él que se había puesto de pie para aplaudirle diciendo: «Por favor, permanezcan de pie toda la noche».
Winters abarcó una gran variedad de personajes: hillbillies, urbanitas presuntuosos, pilotos de aviación destrozados por los nervios que intentaban ocultar su miedo, occidentales descontentos, marcianos juiciosos, viejecitas, entrometidos empleados de estaciones de servicio, un gato hambriento mirando a un ratón, el más viejo que vive azafata aerolínea, y más. "Estaba luchando por el hecho de que podrías ser gracioso sin contar chistes", dijo a The New York Times, y agregó que se consideraba a sí mismo primero como un escritor y no tanto como un comediante. Nombró como influencia el absurdo sofisticado de James Thurber y dijo que adoraba a los escritores con un don para el humor.
Dos de sus personajes más memorables, la abuelita malhumorada "Maude Frickert" y el agricultor cateto "Elwood P. Suggins" ("Pienso en huevos las 24 horas del día"), nacieron de sus primeras rutinas de televisión. Robin Williams le dijo una vez a Playboy por qué el Winters lo inspiró. «Era como ver a un hombre detrás de una máscara, y se podía ver que sus personajes eran una excelente forma de hablar sobre cosas dolorosas», dijo. «Más tarde descubrí que son personas que conoce: su madre, su tía. Es un artista que también pinta con palabras. Pinta a esas personas que ve».

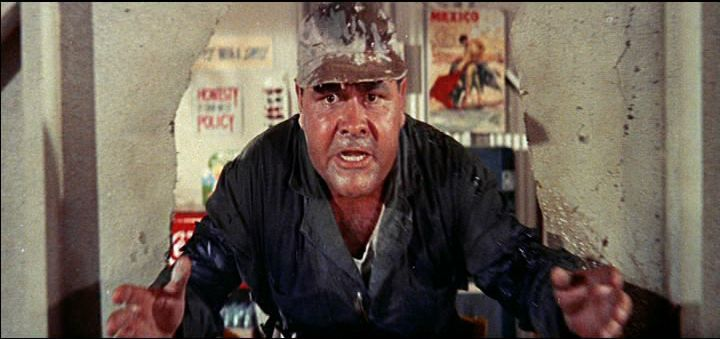
Jonathan Winters se estrella contra una pared. El mundo está loco, loco, loco, loco (1963)

En el escenario y fuera, Winters era tremendamente impredecible. Los productores lo veían a menudo como una responsabilidad, y esto llevó a una carrera cinematográfica memorable. En la televisión, sus dos programas de variedades autotitulados lo mostraban de forma deslumbrante como cómico e imitador de bocetos.
Winters fue una inspiración para artistas como Johnny Carson, Billy Crystal, Tracey Ullman, Lily Tomlin, Steve Martin, Jim Carrey y Jimmy Kimmel. Robin Williams reconoció a Winters como su mentor cómico, y ambos protagonizaron Mork & Mindy.
En una entrevista en 1991 con Los Angeles Times, Winters comparó la industria del entretenimiento con los Juegos Olímpicos, con actores parados en cajas para recibir medallas de oro, plata y bronce. Winters afirmó: «Creo que mi lugar está dentro de la caja, debajo del tipo que recibió la medalla de oro. Tocan el himno nacional y estoy acariciando un medallón de platino».

## Citas
- "Si tu nave no entra, nada para encontrarla". [57]
- "No podía esperar el éxito, así que seguí adelante sin él". [57]

## Televisión y cine
- 1956–1957: The Jonathan Winters Show Winters también fue acreditado como guionista para los episodios 1.2 & 1.3[58]
- 1960: Alakazam the Great (voz), como Sir Quigley Broken Bottom (versión inglesa)
- 1961: "A Game of Pool" (episodio de The Twilight Zone) como James Howard "Fats" Brown
- 1963: It's a Mad, Mad, Mad, Mad World, como Lennie Pike
- 1965: The Loved One, de Tony Richardson: como Henry Glenworthy / Reverendo Wilbur Glenworthy
- 1964: The Jonathan Winters Special (especial televisivo)[59]
- 1965: The Jonathan Winters Show (dos especiales)
- 1966: The Russians Are Coming, the Russians Are Coming, como Norman Jonas
- 1966: Penelope, como Profesor Klobb
- 1967: Guys 'n' Geishas (Danny Thomas especial)[60]
- 1967: Oh Dad, Poor Dad, Mamma's Hung You in the Closet and I'm Feelin' So Sad, como Dad (narrador)
- 1967: Eight on the Lam, como el sargento de policía Jasper Lynch / Madre Lynch
- 1967–1969: The Jonathan Winters Show (serie de televisión)[37]
- 1968: Now You See It, Now You Don't (telefilm), como Jerry Klay[61]
- 1969: Viva Max!, como el general Billy Joe Hallson
- 1970: The Wonderful World of Jonathan Winters (especial televisivo), como él mismo
- 1970–1971: Hot Dog, como él mismo
- 1972: The New Scooby-Doo Movies, como él mismo y Maude Frickert
- 1972–1974: The Wacky World of Jonathan Winters (syndicated TV show)[42][62]
- 1976: Jonathan Winters Presents 200 Years of American Humor (TV special)[50][63][64]
- 1977: The Wonderful World of Disney: Halloween Hall o' Fame (TV special); host
- 1977: Yabba Dabba Doo! The Happy World of Hanna-Barbera (especial televisivo), como él mismo
- 1979: The Fish that Saved Pittsburgh, como H.S. / Harvey Tilson
- 1980: The Muppet Show (temporada 4, episodio 16)
- 1980: Pogo for President: I Go Pogo como Porky Pine / Molester Mole / Wiley Catt (voz)
- 1980: More Wild, Wild West (telefilm).[65] as Albert Paradine II
- 1981: Mork & Mindy (personaje recurrente), como Mearth
- 1984: E. Nick: A Legend in His Own Mind, como Emerson Foosnagel III[66]
- 1985: Alice in Wonderland (in two-part TV film), como Humpty Dumpty (voz)
- 1985: Yogi's Treasure Hunt (voces adicionales)
- 1986: The Longshot, como Tyler
- 1986: Say Yes, como W. D. Westmoreland
- 1986: The Smurfs, como el abuelo Smurf
- 1986: King Kong: The Living Legend (especial televisivo); host[67][68]
- 1987: The Little Troll Prince: A Christmas Parable as King Ulvik a.k.a. Left Head (voice)
- 1988: Moon over Parador, como Ralph
- 1988: The Completely Mental Misadventures of Ed Grimley, como Roger Gustav y Mr. Freebus (voz)
- 1990: Tiny Toon Adventures, como Sappy Stanley (voz, en el episodio "Who Bopped Bugs Bunny")
- 1991: Rick Moranis in Gravedale High, como entrenador cadáver
- 1991: Little Dracula, como Igor, Granny
- 1991: The Wish that Changed Christmas (voz en especial televisivo)
- 1992: Tiny Toon Adventures: How I Spent My Vacation, como Wade Pig / Superman (voz)
- 1992: Davis Rules, como Gunny Davis
- 1992: Frosty Returns (narrador)
- 1992: Spaced Out!; anfitrión (también productor ejecutivo) (features comics such as Bonnie Hunt, Carrot Top and others)[69]
- 1993: The Thief and the Cobbler under the theatrical name Arabian Knight, como The Thief (Miramax version) (voz)
- 1993: Precious Moments: Timmy's Special Delivery (voz; película navideña)
- 1994: Christopher and Holly a.k.a. The Bears Who Saved Christmas, como Charlie the Compass (voz)
- 1994: Yogi the Easter Bear as Ranger Mortimer (voz)
- 1994: The Flintstones, como Grizzled Man
- 1994: The Shadow, como Wainwright Cranston
- 2000: The Adventures of Rocky and Bullwinkle, como piloto del Whoppacóptero / policía de Ohio con megáfono / Jeb[70]
- 2003: Swing, como Tío Bill
- 2004: Comic Book: The Movie, como Wally (colega del ejército #2)
- 2004: Tell Them Who You Are (documental), como él mismo[71]
- 2006: National Lampoon's Cattle Call, como Thomas el guía de la visita al estudio
- 2007: Certifiably Jonathan[72] (honored celebrity at FGFF)[73]
- 2011: The Smurfs, como Papá Smurf (voz)
- 2013:  The Smurfs 2 (voz)

## Cortometrajes
- 1968: The Early Birds (escritor y voces)[66]
- 1974: Sonic Boom (intérprete)
- 2000: Edwurd Fudwupper Fibbed Big (actor de voz)
- 2002: Santa vs el muñeco de nieve 3D (voz de Santa Claus)

## Discografía
- 1960: Down to Earth
- 1960: The Wonderful World of Jonathan Winters (reissued in 2003)
- 1961: Here's Jonathan
- 1962: Another Day, Another World
- 1962: Humor Seen through the Eyes of Jonathan Winters
- 1964: Whistle Stopping with Jonathan Winters
- 1966: Movies Are Better Than Ever
- 1969: Jonathan Winters… Wings it!
- 1969: Stuff 'n Nonsense
- 1973: Jonathan Winters and Friends Laugh... Live
- 1975: The Little Prince (featured in an adaptation with Richard Burton)
- 1987: Jonathan Winters Answers Your Telephone
- 1988: Finally Captured
- 1988: Winter's Tales (audio book)
- 1989: Jonathan Winters Tells The Story Of Peter And The Wolf
- 1989: Hang-Ups Cal'90
- 1990: Into the '90s
- 1992: Jonathan Winters is Terminator 3
- 1992: Paul Bunyan
- 1993: Best of Jonathan Winters (audio casete).
- 1995: Crank(y) Calls
- 1995: The Thief and the Cobbler a.k.a. Arabian Knight (voz de The Thief)
- 2000: Outpatients
- 2006: Old Folks
- 2007: The Underground Tapes
- 2007: A Christmas Carol
- 2007: Maude Frickert [explicit]
- 2009: A Very Special Time
- 2011: Final Approach
- 2011: The Smurfs (voz de Papa Smurf)

## Compilación
1963: El mundo loco, loco, loco y loco de Jonathan Winters (junto con la película del mismo nombre).

## Video lanzamientos
- 1968: Jonathan Winters: The Lost Episodes (VHS) (rare TV footage from the 1950s and 1960s including Mickey Rooney, Art Carney, Dinah Shore, Jack Paar, Louis Nye and others)
- 1986: Di sí (VHS)
- 1986: Jonathan Winters: loco de la comedia (VHS)
- 1987: On The Ledge (VHS)
- 1991: Johnny Carson (con Jonathan Winters y Robin Williams) (sobre la nominación al Tribunal Supremo de Clarence Thomas)
- 1995: Jonathan Winters: Gone Fish'n (VHS / DVD) Winters also credited as editor[74]
- 2000: The Unknown Jonathan Winters: A la deriva (VHS / DVD)
- 2005: Jonathan Winters: Rare and Riotous (VHS / DVD)
- 2007: Certificadamente Jonathan (DVD) (features Howie Mandel, Tim Conway, Jimmy Kimmel, Sarah Silverman and others)
- 2011: Jonathan Winters: el nacimiento de un genio (DVD)